# 青崎済
青崎 済（あおさき わたる、1943年6月14日 - ）は、日本の実業家。日本製粉代表取締役社長や、同社特別顧問を務めた。

## 人物・経歴
鹿児島県出身。1962年鹿児島県立川内高等学校卒業。1968年九州大学法学部卒業、日本製粉入社。仕入れや製造に携わり、小山工場長、千葉工場長を経て、2001年取締役千葉工場長に昇格。2002年取締役経営企画部長。2004年常務取締役製粉業務部長。2005年常務取締役製粉事業本部長。2006年から代表取締役社長（C.O.O.）を務め、意識改革などにあたった。2008年にリーマン・ショックが発生し、2009年に特別顧問に退いた。